# 愛玩動物看護師
愛玩動物看護師（あいがんどうぶつかんごし）は、日本の国家資格で、2019年（令和元年）6月28日に制定された。農林水産大臣および環境大臣の免許を受けて、愛玩動物看護師の名称を用い診療の補助を業とする者をいい、その資格は名称独占・業務独占となる。愛玩動物看護師の英記名称は、Veterinary Nurses for Companion Animals（VNCA/VNs）としている。

## 概要
およそ2万人が動物看護に従事しているといわれるなか、各教育・養成機関がそれぞれの基準で資格認定を行い、動物看護に係る複数の資格が混在していた。2013年（平成25年）より、民間主体で共通のカリキュラムが整備され資格が統一されるようになったが、動物病院においては、幅広く実務を担う動物看護者がなくてはならない存在として既に定着している一方で、その資格や業務について定める法律がないことから、動物看護者の技術的水準の確保やその業務を十分に果たすことのできる環境の整備が喫緊の課題となっていた。そのような中で、各方面から動物看護者の国家資格化を求める声が高まり、2019年（令和元年）6月に愛玩動物看護師法が成立、公布された。これにより、動物看護者は「愛玩動物看護師」の名称のもと、国家資格化されることとなった。
愛玩動物看護師の業務は、診療の補助、愛玩動物の世話その他の愛玩動物の看護、愛玩動物を飼養する者その他の者に対する愛護および適正な飼養に係る助言等で、診療の補助とは、獣医師の指示の下に行われるものと規定されており、例えば輸液剤の注射、採血、マイクロチップの装着、カテーテル留置、投薬等が含まれる。一方で、診断、エックス線撮影等における放射線の照射、ワクチンなど愛玩動物の身体への影響が大きい医薬品の投与等については含まれない。また、調剤についても行うことはできない。診療を補助できる愛玩動物とは、犬、猫および愛玩鳥とされている。
愛玩動物看護師国家試験の受験資格は、法施行後に主務大臣の確認を受けた大学または都道府県知事指定の養成所において愛玩動物看護師に必要な教育課程を終えることによって得ることができる。また、受験資格には2027年（令和9年）4月30日まで特例措置が設けられており、法施行日前に指定大学または養成所を卒業した者・法施行日時点で指定大学または養成所に在籍する者は指定講習会を受講、実務経験を通算5年以上を有した者は指定講習会を受講し予備試験に合格することで受験資格を得ることができる。愛玩動物看護師国家試験に合格し愛玩動物看護師名簿に登録することで免許証が付与される。
2023年（令和5年）2月19日に第1回愛玩動物看護師国家試験が実施され18,481人が合格、免許所持者（名簿登録者）は2023年（令和5年）7月1日現在で16,518名である。

## 脚註

### 註釈
1. ↑  2011年（平成23年）3月22日に衆議院農林水産委員会は、同年3月25日には参議院農林水産委員会も、家畜伝染病予防法の一部を改正する法律案を可決する際に、内閣に動物看護師の制度化を検討するよう附帯決議を付した[1][8][9][10][11]。また、2012年（平成24年）8月28日にも衆議院環境委員会および参議院環境委員会は、動物の愛護及び管理に関する法律の一部を改正する法律案を可決する際に、内閣に動物看護師の制度化を検討するよう附帯決議を付した[8][9][12][13]。
2. ↑  愛玩鳥とは、セキセイインコなどオウム科全種、ブンチョウなどカエデチョウ科全種およびカナリアなどアトリ科全種である[17][19]。